# 카자흐스탄 공산당 (소련)
카자흐스탄 공산당(카자흐어: Қазақстан Коммунистік партиясы; 러시아어: Коммунистическая партия Казахстана)은 카자흐 소비에트 사회주의 공화국의 유일한 합법 정당이었다.

## 기원
카자흐스탄 공산당은 1936년 카자흐스탄이 소련 내에서 연방 공화국의 지위를 부여받았을 때 설립되었다. 카자흐스탄 공산당은 소련이 해체되기 전까지 소련 공산당의 한 분파였다.
1990년 4월 24일 카자흐 소비에트 사회주의 공화국 헌법 제6조에서 카자흐스탄 공산당의 권력 독점에 관한 조항은 제외되었다.

## 소련 이후의 구조조정
1991년 9월 7일 열린 제18차 카자흐스탄 공산당 대회는 당을 해산하기로 결정했다. 사회당은 그 기반 위에 만들어졌다. 누르술탄 나자르바예프 당의장은 모스크바에서 열린 8월 쿠데타가 실패한 후 사임했다. 1991년 10월 19차 당대회에서 불만을 품은 옛 공산당 당원들이 카자흐스탄 공산당을 재현했다.